# Silandro leggero
Il formaggio al taglio Silandro leggero (in tedesco: Schnittkäse Schlanders leicht) o più semplicemente Silandro leggero (in tedesco: Schlanders leicht) è un formaggio italiano, riconosciuto quale prodotto agroalimentare tradizionale altoatesino.
Si presenta in forme circolari del diametro di circa 40 cm e dal peso di 7-9 kg. Viene prodotto con latte scremato o parzialmente scremato della Val Venosta e le forme stagionano da 30 a 100 giorni. Il formaggio che si ottiene ha una caratteristica consistenza fondente e un sapore forte e leggermente acidulo.
Viene prodotto da Mila.